# 马来西亚地方政府
马来西亚的地方政府（Kerajaan Tempatan，又称 ）是马来西亚政府体系中最低一级的行政机关，其最终支配权隶属於各州和联邦直辖区（隶属于联邦政府）。地方政府一般都位于马来西亚宪法规定的州政府的专属管辖范围内（位于联邦直辖区的地方政府除外）。地方政府事務則由马来西亚地方政府发展部管理。
地方政府擁有征讨门牌税、制定地方政府条例（undang-undang kecil）和地方法規的权利，同时也负责審核商业执照的註冊及更換申请、处理废弃物、审核地方的发展计划及协调工作等。对于门牌税，地方政府收取此税以资助公共服务与基础设施的维护.
地方政府的首长可分为管理城市的市长（Datuk Bandar）或管理乡镇及特别地方政府的主席（Yang Dipertua / Presiden）。每个地方议会設有市议员／县议员（Ahli Majlis），由各州政府委任，上限為24名。
地方政府主要负责管理民生事务，與负责管理土地事务的县署与土地局不同。此外，在市區，地方政府區域可能橫跨多個縣，因為市或城市邊界與縣邊界不同。

## 各州地方政府数量
马来西亚目前共有155个地方政府，詳情如下:
| 种类             | 柔 | 吉 | 丹 | 甲 | 森 | 彭 | 槟 | 霹 | 玻 | 沙 | 砂 | 雪 | 登 | 直 | 总计 |
| ---------------- | -- | -- | -- | -- | -- | -- | -- | -- | -- | -- | -- | -- | -- | -- | ---- |
| 市政厅（市政局） | 3  | 1  | 0  | 1  | 1  | 1  | 2  | 1  | 0  | 1  | 3  | 4  | 1  | 1  | 20   |
| 市议会           | 7  | 4  | 1  | 3  | 2  | 2  | 0  | 4  | 1  | 2  | 4  | 7  | 2  | 0  | 39   |
| 县议会           | 6  | 6  | 11 | 0  | 4  | 8  | 0  | 10 | 0  | 23 | 19 | 1  | 4  | 0  | 92   |
| 特別地方政府     | 0  | 1  | 0  | 0  | 0  | 1  | 0  | 0  | 0  | 0  | 0  | 0  | 0  | 2  | 4    |
| 总计             | 16 | 11 | 12 | 4  | 7  | 12 | 2  | 15 | 1  | 26 | 26 | 12 | 7  | 3  | 155  |

## 历史背景
建國之初，由於馬來西亞曾是英殖民地，政府体系及许多法律都源自和依据英国法律制度。時至今日，马来西亚地方政府的运作已受本土独特的社会和文化特色影響而改變。

### 早期发展
1801年，英国在槟城成立了一个评估委员会（Council of Assessors），负责规划和开发當地的市政区域，是当时马来亚（现今马来西亚半岛）地方政府的基础。隨後，英國先是在马六甲，後來更是在馬來聯邦和馬來屬邦开始成立地方议会，此舉並在最后扩展到砂拉越王国和北婆罗洲。
另外，为管理地方当局和组织地方议会选举，相关机构颁布了一系列法律。其中一项值得一提的是1950年颁布的地方政府选举条例，即授权地方议会组织议员选举来选出治理地方区域的人员。此外，另一项法律是1952年的地方政府条例，赋予当地居民在必要时成立地方议会的权力。1951年12月1日，乔治市市议会举行首次马来西亚地方层级的选举，翌年2月16日，吉隆坡市议会亦同樣举行选举。在马来亚从英国独立之前，一共有289个地方议会。马来西亚成立后的宪法也赋予控制地方政府的权力给各州政府。
在20世纪50年代，地方议会规定每年需要改选三分之一的议员（1960年改为每三年改选全体议员）。这一规定意味着每年都要舉行地方选举让选民表達民意，政党与政党之间比拼、地方治理的竞争也随之激烈。在地方议会中，政党轮替是正常的现象。以乔治市市议会/市政局（1957年升格）为例，在短短几年内就出现了三个多数党，包括激进党（林苍佑加入马华公会前所创）、联盟（国阵前身）和工党。再例如在60年代崛起的社会主义阵线(包括人民党和工党)，曾在马六甲、芙蓉、居銮等城镇执政。20世纪60年代，由於马来亚的地方当局需面對有关内部政治和行政的问题。再者，印尼在1963年與马来西亚的对抗，使得联邦政府于1965年通过紧急法律——1965年的紧急状态（暂停地方政府选举）条例及修正案暂停了同年地方议会选举。自那时起，马来西亚的地方政府就不再通过选举选出。

### 1965年的皇家调查委员会
20世纪60年代早期，由于当时国内面對過多地方政府的问题。除此之外，由于每个州都有自己的法律，管理地方当局的法律因而變得繁多。直到20世纪70年代初，地方议会的激增已经达到了惊人的数字——仅在马来西亚半岛就有374个地方议会。因此，联邦政府開始改革马来西亚的地方政府，以改善其作用和地位。为此，在1965年6月马来西亚成立了一個皇家调查委员会，以调查西马地区地方政府的运作情况。该委员会由上议员阿迪纳贺班（Athi Nahappan）领导，其他成员由来自联盟的成員所组成，包括D. S. 拉玛纳丹、阿旺哈山、陈强汉、陈炳坤和哈芝依斯迈班让阿里斯等。委员会组织了多次会议和讨论，并收到了许多来自各组织的备忘录。最終，委员会于四年后完成调查並在1969年12月将报告提交给联邦内阁，报告內容建议政府繼续举行地方选举，報告在两年后向公众亮相。

### 重组
虽然并非所有的建议都被内阁采纳，但其中一些调查结果成为了未来两年重组計劃的基础。当时的房屋及地方政府部长王其通过内阁委员会启动了重组进程，引入1973年的《地方政府法（临时规定）法案》，赋予联邦政府审查所有现有与地方政府相关的法律，包括州法令和条例的权力。最终，三项主要法律(《1974年街道、沟渠及建筑法令》（133号法案）、《1976年地方政府法令》（171号法案）和《1976年城乡规划法令》（172号法案）)得到通過，马来西亚的地方政府制度因而被改变。
關於171号法案，其中一條是限制馬來亞半岛地方政府的数量，更为重要的是地方政府选举被取消。根据这项法案，地方政府议员和县市议会主席不再通过选举产生，而是由州政府任命。地方政府的角色也发生了急速变化。這是因為直至20世纪60年代初，除了通過选举選出代表进入国会和州议会之外，地方政府一直被视为是行使民主权利的另一个渠道。然而，其責任現在改為加速和鼓励发展项目以改善经济环境。

### 地方政府发展部
马来西亚联邦宪法规定，地方政府相关事务是属于各个州政府的行政职权。然而，联邦政府下属的地方政府发展部被赋予了协调各地方政府的任务，其中包括法律和政策标准化以及协调联邦政府的资金渠道。

## 地方政府种类
在1976年地方政府法令实施后，马来西亚只剩下城市和乡区两种地方政府种类。然而，马来西亚最高元首和统治者会议可提升一个乡区县议会至市议会级别。同时，171法令亦提及其他机關可兼顾管理地方政府或组成特别地方政府，如布城等新建市镇。
以下為马来西亚地方政府四种類別:
- 市政厅/市政局－市政局（Dewan Bandaraya）是最高级别的地方政府，唯一一个是吉隆坡市政局，其次是市政厅（Majlis Bandaraya），如莎阿南市政厅；
- 市议会（Majlis Perbandaran），如加影市议会；
- 县议会（Majlis Daerah），如沙白安南县议会；
- 特别地方政府——机构、发展机构等，如布城管理局。

目前马来西亚共有155个地方政府，其中分别有：
- 20个市政厅和市政局
- 39个市议会
- 92个县议会
- 4个特别地方政府

在1973年地方政府法令整合前，马来西亚共有6种地方政府，总计418个，其中分别有：
- 市政厅／市政局（英语：City Council，马来语：Majlis Bandaraya）
- 市议会（英语：Municipal Council，马来语：Majlis Perbandaran）
- 镇议会（英语：Town Council，马来语：Majlis Bandaran）
- 镇公所（英语：Town Board，马来语：Lembaga Bandaran）
- 乡区议会（英语：Rural District Council，马来语：Majlis Daerah Luar Bandar）
- 地方议会（英语：Local Council，马来语：Majlis Tempatan）

## 资格标准
一个地方政府要达到大城市地位的最低标准是管辖范围人口需要超过50万人，且年收入不低于1亿令吉。而市议会的最低标准是管辖范围人口需要超过15万人，且年收入不低于2千万令吉。这是2008年6月制定的最新标准并沿用至今。
旧有的大城市标准是管辖范围人口需要超过10万人，且年收入不低于2千万令吉；而市议会管辖范围人口需要超过10万人，且年收入不低于5百万令吉。
| 标准＼地方政府种类 | 市政厅 | 市议会                                                              | 县议会                 |
| ------------------ | --- | ------------------------------------------------------------------- | ---------------------- |
| 简介               | - 一个州属的行政中心                                                                                         | - 主要城市、一个州属或县份的行政中心                                | - 主要城市以外的地区   |
| 人口               | - 超过50万人                                                                                                 | - 超过15万人                                                        | - 少于15万人           |
| 收入               | - 完全可持续性的财政收入 - 年收入不少于一亿令吉 - 可以负担财政支出                                           | - 相对可持续性的财政收入 - 年收入不少于两千万令吉 - 提供舒适的服务  | - 年收入少于两千万令吉 |
| 服务               | - 提供高质量的服务                                                                                           | - 为商户提供足够的空间和机会 - 鼓励投资、商业和贸易活动的发展       | - 更注重于提供基础设施 |
| 发展               | - 着重于可持续性发展 - 注重于解决城市综合征 - 达到可持续性城市的指标                                         | - 提供安全和舒适居住环境的可持续性城市规划 - 达到可持续性城市的指标 | 无                     |
| 其它设施           | - 备有工业中心和金融设施 - 丰富的教育中心 - 文化、体育及休闲中心 - 健全的基础设施 - 获得全国乃至于国际的承认 | - 通过精明的行政管理鼓励当地居民发展各自的社区                      | 无                     |